# Powerball (loterie)
Pour les articles homonymes, voir Powerball.
 (mars 2021).
Le Powerball est une loterie américaine présente dans 44 États, le district de Columbia, Porto Rico et les îles Vierges américaines. Elle est organisée par la Multi-State Lottery Association (en) (MUSL), une organisation à but non lucratif.

## Historique

### Le prédécesseur du Powerball: le Lotto America
Ce jeu de loto inter-États a vraiment débuté en 1988 sous le nom de Lotto America, mais ce n’est que le 19 avril 1992 que les règles du jeu, ainsi que le nom, ont été modifiés et que l’on découvre le Powerball. Le premier tirage du Powerball a eu lieu le 22 avril 1992.

### Les débuts du Powerball
Après le remaniement du Lotto America, le Powerball a démarré avec un nouveau nom et sur de nouvelles bases. C’est en 1992 que le Powerball devient le premier jeu de loto qui utilise deux bouliers. Ce concept a été imaginé par Steve Caputo de la loterie de l’Oregon. Deux bouliers permettent d’engendrer des cagnottes extraordinaires et beaucoup plus de catégories de prix, grâce à des chances de gains qui sont, certes, un peu plus basses qu’avec un seul boulier. Depuis le lancement des 2 bouliers du Powerball, plusieurs grandes loteries ont adopté le même système (le Mega Millions, le Powerball Australien, l’EuroJackpot et l’EuroMillions entre autres. Certes les règles diffèrent quelque peu pour chacune de ces loteries, mais les numéros sont sélectionnés à partir de deux bouliers.
Il est intéressant de noter que jusqu’en 2008, les tirages du Powerball se faisaient généralement aux Studios Screenscape, à West Des Moines dans l’Iowa. Les tirages étaient toujours présentés par Mike Pace, et ce depuis 1988, dès le début du Lotto America. Mais en 1996, le Powerball a « voyagé » pour la première fois, avec des tirages aux Jeux Olympiques d’Atlanta.
Une autre date importante pour le Powerball : le 2 novembre 1997. Les paiements annuels sont passés de 20 à 25, et l’option cash a été ajoutée. Le paiement annuel comprend maintenant 30 paiements graduels qui augmentent de 5% chaque année.
Le 7 mars 2001, une option multiplicatrice Power Play est ajoutée, permettant aux joueurs de multiplier leurs gains par 2, 3, 4 ou 5 (ou 10) en payant seulement un dollar de plus lors de l’achat de leur billet. Une roue a été ajoutée au jeu afin de sélectionner le multiplicateur Power Play.

### La Floride lieu de tirage depuis 2009
En 1998, la Floride obtient la permission de participer au jeu multi-États et offre ainsi le Powerball dès début 1999. Seulement, le nouveau gouverneur de l’époque, Jeb Bush, a empêché la Floride de proposer ce jeu de loto, considérant que cela porterait préjudice aux jeux de loto déjà existants en Floride. Ce n’est qu’en 2008 que le gouverneur Charlie Crist approuve enfin l’ajout de la Floride à la MUSL (association de la loterie inter-États), entrant en vigueur le 4 janvier 2009. Avec une condition: que le tirage se fasse dorénavant aux Universal Studios d’Orlando.
Avec le début des ventes de billets Powerball en Floride (premier tirage le 7 janvier 2009), le concept du Powerball est sensiblement modifié, avec maintenant 5 boules sur 59 + 1 sur 39. (Ils ajoutent ainsi 4 boules blanches ainsi que 3 boules rouges). Ceci modifie les probabilités de gains, et les joueurs n’ont plus qu’une chance sur 195 millions de gagner la grande cagnotte, contre 1 sur 146 millions. La probabilité générale de gagner un prix au Powerball est de 1 sur 35.

### 2010: Expansion grâce à la vente croisée
En mars 2009, alors que l’État du New Jersey était déjà affilié au Mega Millions, il demande la permission de s’affilier aussi avec le Powerball. La MUSL, après de nombreuses discussions, décide de permettre à toutes les loteries américaines d’offrir les deux jeux de loto. Le 13 octobre, le consortium du Mega Millions et la MUSL tombent d’accord pour une vente croisée, et la MUSL signe un accord afin de diffuser les tirages Powerball en ligne.

### 2012: Changement de formule
Le 15 janvier 2012 voit des changements survenir. Le prix de chaque billet du Powerball double à 2 $ tandis que les jeux PowerPlay augmentent à 3 $. La grande cagnotte minimum augmente, et ne sera plus jamais au-dessous de 40 millions de dollars. Les nombres de boules rouges baissent de 39 à 35, et les tirages se font maintenant aux studios de la loterie de Floride, à Tallhassee.
Ces changements ont été opérés afin d’augmenter la fréquence des grandes cagnottes contenant 9 chiffres. Un porte-parole du Powerball expliquait comment un jackpot de 500 millions de dollars était possible (et est devenu une réalité dans l’année), et que l’on verrait la première grande cagnotte de plus d’un milliard de dollars avant fin 2012.

### 2015: Nouveaux changements
Le 4 octobre 2015 offre les derniers changements en date, le nombre de boules blanches augmente de 59 à 69 tandis que les boules rouges diminuent, de 35 à 26. Certes, cela augmente les probabilités générales de gains, mais cela diminue aussi les chances de gagner le Jackpot. (1 chance sur 292 201 338).
Après seulement 3 mois, cette nouvelle formule produit une grande cagnotte de 1,58 milliard de dollars, doublant ainsi le record précèdent, après 20 remises en jeu consécutives.

## Comment jouer au Powerball

### Les règles du Powerball
Les joueurs doivent sélectionner 5 numéros sur 69 (les boules blanches) ainsi qu’un numéro sur 26 (les Powerballs - boules rouges). Le sens dans lequel le joueur choisit ses numéros n’a pas d’importance, tous les billets affichent les numéros des boules blanches dans l’ordre croissant.
Lors de chaque tirage, les numéros gagnants sont sélectionnés en utilisant deux bouliers. Un qui contient les boules blanches (69 au total), et un autre contenant les Powerballs (26 boules). Cinq boules blanches sont tirées du premier boulier, tandis qu’une seule boule rouge est tirée du deuxième boulier. Les tickets qui contiennent au moins 3 numéros correspondant aux boules blanches, ou le numéro Powerball correspondant à la boule rouge, gagnent une cagnotte.

### Power Play
En payant 1 dollar de plus par grille, les joueurs peuvent activer l’option Power Play. Opter pour cette option offre la possibilité de multiplier les gains secondaires par 2, 3, 4, 5 ou même par 10 si la cagnotte est inférieure 150 millions de dollars. Le multiplicateur est tiré séparément. Le prix de 5+0 est automatiquement doublé à deux millions de dollars si l’option Power Play est activée.
Le succès du Power Play a amené d’autre loteries à offrir des options similaires, entre autres, le Mega Millions et son option Megaplier.

## Le règlement pour les joueurs étrangers
L’un des mythes les plus répandus du Powerball affirme que les étrangers ne peuvent jouer au Powerball. Rien n’empêche les citoyens non-américains d’acheter leurs billets chez un revendeur agréé. Cependant, il faut savoir que l’acte de loi sur l'immoralité stipule que « Toute personne a l’interdiction d'importer aux États-Unis, d'un pays étranger, tout billet de loterie, tout document imprimé pouvant être utilisé comme billet de loterie ou toute annonce de loterie. », donc il ne faut pas que le ticket de loterie sorte des États-Unis.
En résumé, les joueurs étrangers peuvent acheter des billets au Powerball s’ils sont aux États-Unis, mais ils ne doivent pas quitter le pays avec le ticket en question. Par contre, ils peuvent le laisser chez une personne de confiance ou dans un coffre-fort, par exemple.
A savoir : il existe des sites qui proposent d’acheter des billets Powerball en ligne. Il faut bien vérifier que ces sites soient légitimes. La seule manière légale d’acheter des billets en ligne : la compagnie qui vend les tickets dispose d’une succursale aux États-Unis avec des agents qui achètent les billets pour les joueurs avant de leur en envoyer une copie sur un compte sécurisé. Les tickets sont achetés légalement chez un revendeur agréé, mais le billet en question ne quitte pas le pays et est donc valable pour empocher une cagnotte.

## Les gagnants extraordinaires du Powerball
- 2,04 milliards, un nouveau record du monde.

Le 7 novembre 2022, pour la toute première fois, le Powerball à dépassé les $ 2 milliards.  Le jackpot de $ 2,04 milliards ($ 999,6 en somme forfaitaire) a été gagné par un billet unique acheté dans l'état de Californie.
- 1,76 milliard de dollars.

Le 11 octobre 2023, un californien gagne le deuxième lot de l'histoire.
- 1,568 milliard de dollars.

Le 13 janvier 2016, le tirage du Powerball offrait un jackpot de 1,586 milliard de dollars. C’était, à ce moment-là, la première et seule cagnotte à dépasser le milliard de dollars. Depuis le Mega Millions essaye de la surpasser et a atteint la belle somme de 1,537 milliard de dollars le 23 octobre 2018.
Trois billets gagnants ont remporté cette cagnotte extraordinaire, un en Floride, un en Californie, et un au Tennessee.
Les premiers à se déclarer furent Lisa et John Robinson du Tennessee, puis David Kaltschmidt et Maureen Smith, de Floride. Ce n’est qu’en juillet 2016 que Marvin and Mae Acosta sont venus, eux aussi, récupérer leurs gains. Ils ont tous opté pour un paiement forfaitaire de 327,8 millions de dollars.  
- La plus grande gagnante unique du Powerball : Mavis Wanczyk

Quand les jackpots montent et atteignent des sommes incroyables, ils peuvent être remportés par une seule personne, ou par plusieurs. La plus grande gagnante unique du Powerball est Mavis Wanczyk. En 2016, a 53 ans, elle a gagné 758 millions de dollars.
Après avoir choisi le paiement en une fois, elle a récupéré 480,5 millions de dollars, hors taxes. Mavis a de suite quitté son emploi en tant qu’infirmière afin de profiter de sa nouvelle vie.

## Victoires notables
Étant donné que le montant du jackpot indiqué correspond à une rente sur 30 paiements annuels graduels, sa valeur en espèces par rapport à la rente varie. Le ratio réel dépend des taux d'intérêt prévus et d'autres facteurs. La MUSL commence par la valeur en espèces, calculée à partir d'un pourcentage des ventes, puis calcule le montant du jackpot annoncé à partir de cette valeur, en se basant sur les coûts moyens des trois meilleures offres de titres sécurisés.
Le 25 décembre 2002, le président d'une entreprise de construction du comté de Putnam, en Virginie-Occidentale, a remporté 314,9 millions de dollars (équivalent à 314,9 millions de dollars d'aujourd'hui), établissant ainsi un nouveau record pour un seul billet de loterie aux États-Unis. Le gagnant a choisi l'option en espèces d'une valeur de 170 millions de dollars, recevant environ 83 millions de dollars après les retenues de l'État de Virginie-Occidentale et du gouvernement fédéral.
Le 19 octobre 2005, une famille de Jacksonville, en Oregon, a remporté 340 millions de dollars (équivalent à 340 millions de dollars d'aujourd'hui). Les gagnants ont choisi le paiement en espèces d'une valeur de 164,4 millions de dollars (avant les retenues), ce qui était inférieur à un précédent paiement en espèces en 2002 en raison d'un changement récent dans la structure de la rente.
Le 18 février 2006, un billet acheté dans le Nebraska a remporté un jackpot de 365 millions de dollars (équivalent à 365 millions de dollars d'aujourd'hui). Ce montant a été partagé entre huit personnes travaillant dans une usine de transformation de viande. Le groupe a choisi l'option en espèces d'une valeur d'environ 177,3 millions de dollars, avant les retenues.
Le 25 août 2007, un retraité de l'industrie automobile de l'Ohio a remporté un jackpot d'une valeur de 314 millions de dollars (équivalent à 314 millions de dollars d'aujourd'hui). Ce billet a été acheté à Richmond, dans l'Indiana, une communauté qui avait déjà vendu un billet gagnant de plus de 200 millions de dollars.
En novembre 2011, trois dirigeants financiers de Greenwich, dans le Connecticut, ont partagé un jackpot de 254,2 millions de dollars (équivalent à 254,2 millions de dollars d'aujourd'hui), ce qui était le plus gros prix remporté avec un billet acheté dans le Connecticut. En choisissant l'option en espèces, les hommes ont divisé près de 104 millions de dollars après les retenues. À l'époque, le jackpot était le 12e plus gros de l'histoire de Powerball.
Le 18 mai 2013, le plus gros jackpot jamais remporté par un seul billet à l'époque, d'une valeur d'environ 590,5 millions de dollars (équivalent à 590,5 millions de dollars d'aujourd'hui), a été remporté par un billet Powerball vendu à Zephyrhills, en Floride,. Le 5 juin, les responsables de la loterie de Floride ont annoncé le gagnant qui avait acheté le billet "quick pick" dans un supermarché Publix. Le gagnant a choisi l'option en espèces d'une valeur d'environ 370,8 millions de dollars, avant les retenues fédérales ; la Floride n'impose pas les gains de loterie.
Le 13 janvier 2016, le plus gros jackpot de loterie au monde à l'époque, d'une valeur d'environ 1,586 milliard de dollars, a été partagé entre trois billets Powerball à Chino Hills, en Californie, Melbourne Beach, en Floride, et Munford, dans le Tennessee, chacun valant 528,8 millions de dollars,. Étant donné qu'il n'y a pas d'impôt sur le revenu en Floride ou au Tennessee (et que la Californie n'impose pas les gains de loterie), l'option en espèces après les retenues fédérales est de 187,2 millions de dollars pour chacun,.
Le 23 août 2017, le propriétaire d'un billet Powerball vendu à Chicopee, dans le Massachusetts, a remporté plus de 750 millions de dollars, l'un des plus gros prix de l'histoire de la loterie. Une mère de deux enfants du Massachusetts a été l'heureuse gagnante.
Le 27 mars 2019, un seul billet acheté dans le Wisconsin a remporté le jackpot Powerball de 768,4 millions de dollars (477 millions de dollars en espèces), le troisième plus gros de l'histoire de la loterie américaine. Le gagnant de l'énorme prix a été identifié comme un homme de 24 ans du Wisconsin.
Le 8 novembre 2022, un seul billet acheté à Altadena, en Californie, a remporté le jackpot Powerball de 2,04 milliards de dollars, le plus gros de l'histoire de la loterie américaine. Le prix a été réclamé le 14 février 2023. Le gagnant a été révélé comme étant Edwin Castro. Il a choisi de collecter son prix sous forme de paiement forfaitaire de 997,6 millions de dollars. Il a acheté son billet au Joe's Service Center à Altadena, qui a reçu une récompense de 1 million de dollars de l'opérateur Powerball pour avoir vendu le billet gagnant.